# Frontmotor

Schema eines Frontmotors bei Hinterradantrieb

Frontmotor ist die Bezeichnung für einen Motor, der vorne, also in der Nähe der Vorderachse, eines Kraftfahrzeugs eingebaut ist. Das ist die bei Kraftwagen am häufigsten angewandte Bauweise. Bei Omnibussen war diese Bauform nur bis in die 1950er Jahre üblich, bei Lastkraftwagen bis in die 1960er.
Außer dem Frontmotor gibt es noch den zwischen den Achsen platzierten Mittelmotor und den Heckmotor auf oder hinter der Hinterachse.
Obwohl bei einem Frontantriebsfahrzeug mit Getriebe vorn und dem Motor hinter der Vorderachse der Motor zwischen den Achsen liegt, wird dies nicht Mittelmotor genannt.

## Bauformen

### Frontmotor quer
In Kleinwagen und Fahrzeugen der unteren Mittelklasse mit Frontantrieb hat sich die Bauweise mit nebeneinander angeordnetem Motor und Getriebe (in der Regel vor oder über der Vorderachse) durchgesetzt, was einen kurzen Motorraum ermöglicht. Es gibt auch Fahrzeuge mit dieser Motoranordnung und Allradantrieb (zum Beispiel VW-Bus T4 Syncro oder Fiat Panda 4 × 4), was jedoch einen aufwendigen Antriebsstrang erfordert. Früher gab es auch Modelle mit dem Getriebe in der Ölwanne (BMC, Peugeot), die sich jedoch nicht durchsetzten.

### Frontmotor längs
Seit der Wende zum 20. Jahrhundert bis in die 1930er Jahre hatten die meisten Fahrzeuge Frontmotoren hinter der Vorderachse und  Hinterradantrieb. Für Fahrzeuge dieser Bauart findet sich seit den 1990er Jahren die Bezeichnung Frontmittelmotor. Vorn liegender Motor kombiniert mit angetriebener Hinterachse wurde auch „Standardantrieb“ genannt. Er setzte sich gegen Ende des 19. Jahrhunderts durch und findet sich seit Ende des 20. Jahrhunderts vorwiegend in Fahrzeugen der oberen Mittelklasse und Oberklasse. Die Motoren saßen seit Mitte der 1930er Jahre weiter vorn, über der Achse. Ein Beispiel mit dem Motor vor der Vorderachse und Hinterradantrieb ist der Fiat 500 (1936).
Das Getriebe kann direkt mit dem Motor verblockt sein, wurde aber auch getrennt eingebaut: entweder unter der vorderen Sitzreihe (zum Beispiel im BMW 501/502) oder mit dem Achsantrieb und Differential in einem Gehäuse vereinigt als „Transaxle“ vor oder bei Einzelradaufhängung hinter der Hinterachse. Dann ist die Antriebswelle zum Getriebe nicht so hoch beansprucht und kann leichter als eine Kardanwelle zwischen Getriebe und Differential ausgeführt werden. Die Bauart mit Frontmotor, Transaxle, Starrachse, am Rahmen gelagerten Antriebswellen und einzeln kettengetriebenen Hinterrädern wurde „System Panhard“ genannt und von vielen Herstellern in der Frühzeit des Automobils verwendet. 
Bei Frontantriebsfahrzeugen mit längs eingebautem Motor saß er hinter der Achse, das Getriebe vor (Stoewer, Adler, Citroën Traction Avant), oder auch hinter der Achse bei (Cord). Diese Bauweise mit Motor hinter der Achse wird seit den 1990er Jahren bei Pkw nicht mehr angewendet, letzte neue Konstruktion war 1972 der Renault 5. 
Selten bei Frontantriebsfahrzeugen wurde Motor längs über der Vorderachse eingebaut, das Getriebe liegt dabei in der Regel neben (Cadillac Eldorado) oder unter dem Motor (VW K 70, Saab 99), der dann stark geneigt eingebaut ist, um Höhe zu sparen.
Frontgetriebene Modelle mit längs eingebauten Motoren vor der Vorderachse kamen nach dem Zweiten Weltkrieg auf. Dabei wurden lange Zeit kurze Boxermotoren  (Citroën, Panhard, Lancia, Alfa Romeo) oder V-Motoren (Ford, Lancia) bevorzugt, um den vorderen Überhang nicht zu groß und das Fahrzeug nicht kopflastig zu machen. Reihenmotoren vor der Achse waren selten (Citroën H), verbreitet waren nur die Dreizylinder-Zweitaktmotoren in Fahrzeugen von Saab und DKW mit dem Kühler hinter dem Motor ab Mitte der 1950er Jahre. Vier Zylinder in Reihe vor der Achse in Frontantriebs-Pkw gab es seit den 1960er Jahren (Audi F103 1965, Ford Corcel 1968 und Renault 12 1969)  Seitdem wurden aber auch längere Motoren vor die Vorderachse gesetzt (Audi 100 mit Fünfzylindermotor), inzwischen gibt es sie fast nur noch mit Allradantrieb (Audi).